# Big Two Derby
O Big Two Derby é o nome dado para os jogos entre Linfield Football Club e Glentoran Football Club, ambas as equipes de Belfast. O clássico envolve as duas maiores equipes do futebol norte-irlandês e é uma das maiores rivalidades do futebol do Reino Unido.
Tradicionalmente, as equipes muitas vezes se enfrentam no feriado do Boxing Day.

## História
O termo " Big Two " nem sempre se referia a Linfield e Glentoran. Até 1949, os dois grandes eram considerados Linfield e Belfast Celtic, pois eram tradicionalmente os times de maior sucesso no futebol da Irlanda do Norte. Dados os seguidores políticos tradicionais de ambos os clubes (Linfield, como o Glentoran, com seguidores principalmente sindicalistas, e Belfast Celtic, com seguidores principalmente nacionalistas), a violência sectária entre os torcedores de ambos os clubes era comum. Isso culminou com um tumulto em 26 de dezembro de 1948 em Windsor Park, que viu três jogadores do Celtic feridos por torcedores do Linfield, incluindo o atacante Jimmy Jones, que quebrou a perna. O Belfast Celtic deixou a Liga Norte-irlandesa no final da temporada e Glentoran se tornou o maior rival do Linfield. 
Ambas as equipes são predominantemente protestantes; no entanto, Glentoran contratou jogadores católicos e teve fãs católicos durante grande parte de sua história. Linfield contratou relativamente poucos jogadores católicos antes da década de 1980,  que levou a uma acusação de que o clube mantinha uma política de não contratar jogadores católicos - semelhante ao time escocês Rangers. No entanto, a existência de tal política foi contestada por alguns, incluindo o conhecido jornalista local Malcolm Brodie. As torcidas são tradicionalmente divididas geograficamente com Linfield baseado no sul da cidade e Glentoran no leste. Embora ambos estejam baseados em Belfast, eles são separados pelo rio Lagane estão em dois condados diferentes. Linfield é baseado no condado de Antrim e Glentoran é baseado no condado de Down, embora Glentoran e outros lados baseados no condado de Down competam no Condado de Antrim Shield.
O primeiro jogo do qual há qualquer registro entre Linfield e Glentoran ocorreu em 1 de outubro de 1887. Um amistoso disputado no King's Field, Westbourne em Ballymacarrett foi vencido por 3–1 pelo Linfield (então conhecido como Linfield Athletic), com os artilheiros Torrans (2) e Vance, e o artilheiro de Glentoran desconhecido. As duas equipes se enfrentaram competitivamente pela primeira vez na temporada inaugural da LigaNorte-irlandesa , com Linfield vencendo por 7-0 em Musgrave Park em 18 de outubro de 1890 e 6-0 em Ulsterville Avenue em 21 de março de 1891. O primeiro jogo no Oval ocorreu em 8 de outubro de 1892, e o primeiro jogo em Windsor Park em 2 de setembro de 1905. Linfield já havia jogado em um campo na avenida Ulsterville, em Belfast, antes de se mudar para Windsor Park, que está situado a uma curta distância de seu antigo terreno. Também a casa da seleção nacional de futebol da Irlanda do Norte, eles jogam no Windsor Park desde então.
Em 1941, durante a Segunda Guerra Mundial, The Oval - incluindo terraços, escritórios, kits e registros de clubes - foi destruído em um bombardeio no estaleiro Harland & Wolff nas proximidades. Glentoran abordou o Distillery para jogar no Grosvenor Park , o que eles fizeram até que o Oval fosse reconstruído em 1949, com a ajuda de outros clubes da Liga Norte-irlandesa , principalmente Distillery e Cliftonville. Glentoran considerou deixar o futebol sênior para se tornar um clube júnior, mas depois de receberem kits emprestados da Distillery and Crusaders, eles continuaram a competir em Grosvenor. No entanto, dos 14 jogos da liga em Grosvenor Park, eles venceram o Linfield apenas uma vez. 
Desde que o Belfast Celtic desistiu em 1949, a intensidade da rivalidade dos Dois Grandes aumentou devido ao fato de que o Glentoran foi o único clube que gerou uma base de apoio semelhante em tamanho ao Linfield, e porque vários fãs do Belfast Celtic começaram a apoiar Glentoran devido à dissolução de seu clube.  Na final da Copa da Irlanda de 1985 no Oval, os torcedores do Glentoran lançaram um galo (emblema do clube de Glentoran) e um porco que havia sido pintado de azul no campo para insultar os fãs de Linfield.  Em 2005, os fãs de Linfield quebraram um portão em uma cerca de perímetro para o campo do Oval e lançaram mísseis contra os fãs de Glentoran na arquibancada principal.  O BBC e a Ulster Television foram obrigadas a fornecer imagens policiais do jogo após 9 fãs serem acusados de violência. 9 policiais e 2 fãs de Glentoran ficaram feridos na violência. 
Ambos os lados compartilham rivalidades com os clubes do norte de Belfast, Cliftonville e Crusaders. Os dois, no entanto, têm menos sucesso do que os Dois Grandes e se veem como seus principais rivais, disputando o derby do Norte de Belfast. Eles também tradicionalmente compartilhavam uma rivalidade com a Destilaria Lisburn , mas desde a mudança da Destilaria de Grosvenor Park para Lisburn e sua queda nas fortunas em campo, a rivalidade diminuiu.

## Domínio
Linfield e Glentoran foram os dois clubes mais bem-sucedidos do futebol da Irlanda do Norte até o momento, sendo regularmente os dois principais candidatos às grandes honras nacionais. Eles ganharam mais títulos da liga, Irish Cup e Irish League Cup do que qualquer outro clube. Linfield detém o recorde de mais títulos da NIFL Premiership (54), Copas da Irlanda (43) e Copas da Liga (10). Em comparação, Glentoran ganhou 23 títulos da liga, 23 Copas da Irlanda e 7 Copas da Liga. Quase metade (47,1%) das 140 competições da Taça da Irlanda até à data foram vencidas por um dos dois clubes, com pelo menos um dos clubes a chegar à final em 91 ocasiões (65% de todas as finais), vencendo a taça em conjunto 66 vezes. Dessas 91 finais, os dois clubes se enfrentaram em 15 delas - sendo a final mais comum. Linfield venceu oito dos confrontos diretos finais em comparação com as sete vitórias de Glentoran, Final de 2006, quando Linfield venceu por 2–1 para levantar a Taça pela 37ª vez. Quase dois terços (64,7%) de todos os títulos da Liga irlandesa foram conquistados por um dos Dois Grandes. Das 119 temporadas completadas na liga, o título foi conquistado por qualquer um dos clubes em 77 ocasiões. A dupla também compõe dois dos três clubes que apareceram em todas as temporadas da Liga irlandesa desde seu início em 1890; o outro clube sendo Cliftonville.
A vantagem financeira do Linfield sobre os outros clubes deve ser reconhecida ao comparar seu sucesso relativo. Em 1912, sete dos oito clubes da liga se demitiram da IFA devido ao Linfield receber taxas mais altas do que outros clubes por sediar jogos internacionais. Essa cisão, embora rapidamente corrigida, levou à conquista da Copa Ouro como uma Copa da Irlanda alternativa, da qual os sete clubes foram excluídos. Em 1984, a IFA assinou um contrato de 104 anos com a Linfield para sediar partidas internacionais no Windsor Park, com apenas Glentoran se opondo ao negócio na época. O contrato significava que a Linfield tinha direito a um pagamento de 15% de todas as receitas geradas com os internacionais nacionais. Isso se tornou financeiramente lucrativo para Linfield depois que a IFA assinou um acordo de £ 10 milhões com a Sky para televisionar internacionais. Linfield manteve a propriedade do estádio, e foi obrigado a mantê-lo de acordo com os padrões internacionais, no entanto, ao longo dos anos, o estádio caiu em ruínas. Isso exigiu reconstrução, com o governo da Irlanda do Norte financiando a maior parte do projeto de £ 36 milhões para reconstruir o estádio. O IFA então assumiu a propriedade do estádio, enquanto Linfield manteve a propriedade do terreno. Em 2012, Linfield e o IFA firmaram um novo contrato para o uso do Windsor Park. Linfield receberia um pagamento anual como aluguel pelo terreno, mas não receberia mais 15% das vendas de ingressos, direitos de TV e direitos comerciais de jogos internacionais como faziam no antigo acordo. O acordo de 51 anos entrou em vigor em maio de 2014, com a Linfield inicialmente recebendo £ 200.000 por ano - sujeito a revisão (sendo ajustado pela inflação, etc.) a cada quatro anos. Este valor aumentou 7% para £ 214.000 em 2018 e deverá aumentar novamente em 2022. O contrato expira em 2065. 